# Burni Damar Kekang
Burni Damar Kekang är ett berg i Indonesien.   Det ligger i provinsen Aceh, i den västra delen av landet, 1 600 km nordväst om huvudstaden Jakarta. Toppen på Burni Damar Kekang är 745 meter över havet, eller 114 meter över den omgivande terrängen. Bredden vid basen är 1,2 km.
Terrängen runt Burni Damar Kekang är kuperad åt nordost, men åt sydväst är den bergig. Runt Burni Damar Kekang är det mycket glesbefolkat, med 3 invånare per kvadratkilometer. I omgivningarna runt Burni Damar Kekang växer i huvudsak städsegrön lövskog.